# Rhinogobius ponkouensis
Rhinogobius ponkouensis es una especie de pez de la familia de los Gobiidae en el orden de los Perciformes.

## Morfología
- Los machos pueden llegar a alcanzar los 3 cm de longitud total.
- Número de vértebras: 28.[1]

## Hábitat
Es un pez de Agua dulce, de clima tropical y demersal

## Distribución geográfica
Se encuentran en Asia: cuenca del río Hanjiang (Fujian, la China ).

## Observaciones
Es inofensivo para los humanos.